# Melbourne City Football Club
Il Melbourne City Football Club, noto come Melbourne Heart Football Club fino al 2014, è una società calcistica australiana con sede nella città di Melbourne. Milita nella A-League Men, massima serie del campionato australiano di calcio.
Nel gennaio del 2014 la società è stata acquistata dal City Football Group, già proprietario degli inglesi del Manchester City. Il 5 giugno seguente la nuova proprietà ha deciso di rinominare la squadra in Melbourne City Football Club, andando a cambiare anche i colori sociali e lo stemma.

## Organico

### Rosa 2024-2025
Rosa aggiornata al 9 luglio 2024
| N. |                        | Ruolo | Calciatore         |
| -- | ---------------------- | ----- | ------------------ |
| 1  | Inghilterra (bandiera) | P     | Jamie Young        |
| 2  | Inghilterra (bandiera) | D     | Callum Talbot      |
| 6  | Australia (bandiera)   | C     | Steven Ugarković   |
| 7  | Australia (bandiera)   | C     | Mathew Leckie      |
| 8  | Australia (bandiera)   | C     | James Jeggo        |
| 11 | Israele (bandiera)     | A     | Yonatan Cohen      |
| 13 | Australia (bandiera)   | D     | Nathaniel Atkinson |
| 15 | Australia (bandiera)   | C     | Andrew Nabbout     |
| 16 | Australia (bandiera)   | D     | Aziz Behich        |
| 17 | Australia (bandiera)   | C     | Max Caputo         |
| 19 | Australia (bandiera)   | C     | Zane Schreiber     |
| 20 | Australia (bandiera)   | C     | Arion Sulemani     |
| 21 | Australia (bandiera)   | C     | Alessandro Lopane  |
| 22 | Argentina (bandiera)   | D     | Germán Ferreyra    |

| N. |                      | Ruolo | Calciatore           |
| -- | -------------------- | ----- | -------------------- |
| 23 | Australia (bandiera) | C     | Marco Tilio          |
| 26 | Francia (bandiera)   | D     | Samuel Souprayen     |
| 27 | Australia (bandiera) | D     | Kai Trewin           |
| 30 | Austria (bandiera)   | C     | Andreas Kuen         |
| 33 | Australia (bandiera) | P     | Patrick Beach        |
| 34 | Australia (bandiera) | D     | Jayden Necovski      |
| 35 | Australia (bandiera) | A     | Medin Memeti         |
| 36 | Australia (bandiera) | D     | Harrison Shillington |
| 37 | Australia (bandiera) | D     | Peter Antoniou       |
| 38 | Australia (bandiera) | D     | Harry Politidis      |
| 39 | Australia (bandiera) | C     | Emin Durakovic       |
| 40 | Australia (bandiera) | P     | James Nieuwenhuizen  |
| 41 | Australia (bandiera) | C     | Lawrence Wong        |
| 46 | Australia (bandiera) | C     | Benjamin Mazzeo      |

### Rosa 2023-2024
Rosa aggiornata al 19 febbraio 2024
| N. |                        | Ruolo | Calciatore       |
| -- | ---------------------- | ----- | ---------------- |
| 1  | Inghilterra (bandiera) | P     | Jamie Young      |
| 2  | Australia (bandiera)   | D     | Scott Galloway   |
| 3  | Australia (bandiera)   | D     | Scott Jamieson   |
| 4  | Portogallo (bandiera)  | D     | Nuno Reis        |
| 5  | Germania (bandiera)    | C     | Tolgay Arslan    |
| 6  | Australia (bandiera)   | C     | Steven Ugarković |
| 7  | Australia (bandiera)   | C     | Mathew Leckie    |
| 8  | Australia (bandiera)   | C     | James Jeggo      |
| 9  | Australia (bandiera)   | A     | Jamie Maclaren   |
| 14 | Kosovo (bandiera)      | C     | Valon Berisha    |
| 15 | Australia (bandiera)   | C     | Andrew Nabbout   |
| 16 | Australia (bandiera)   | C     | Taras Gomulka    |
| 17 | Australia (bandiera)   | C     | Terry Antonis    |
| 18 | Australia (bandiera)   | D     | Jordon Hall      |

| N. |                        | Ruolo | Calciatore               |
| -- | ---------------------- | ----- | ------------------------ |
| 22 | Australia (bandiera)   | D     | Curtis Good              |
| 23 | Australia (bandiera)   | C     | Marco Tilio              |
| 25 | Inghilterra (bandiera) | D     | Callum Talbot            |
| 33 | Australia (bandiera)   | P     | Matthew Sutton           |
| 35 | Australia (bandiera)   | A     | Raphael Borges Rodrigues |
| 36 | Australia (bandiera)   | D     | Kerrin Stokes            |
| 37 | Australia (bandiera)   | C     | Max Caputo               |
| 38 | Australia (bandiera)   | D     | Jordan Bos               |
| 44 | Croazia (bandiera)     | C     | Marin Jakoliš            |
| 47 | Australia (bandiera)   | C     | Jordi Valadon            |
|    | Australia (bandiera)   | P     | James Nieuwenhuizen      |
|    | Australia (bandiera)   | C     | Arion Sulemani           |
|    | Australia (bandiera)   | C     | Emin Durakovic           |
|    | Australia (bandiera)   | D     | Aziz Behich              |

### Rosa 2022-2023
Rosa aggiornata al 6 ottobre 2022
| N. |                        | Ruolo | Calciatore            |
| -- | ---------------------- | ----- | --------------------- |
| 1  | Australia (bandiera)   | P     | Tom Glover            |
| 2  | Australia (bandiera)   | D     | Scott Galloway        |
| 3  | Australia (bandiera)   | D     | Scott Jamieson        |
| 4  | Portogallo (bandiera)  | D     | Nuno Reis             |
| 5  | Germania (bandiera)    | C     | Tolgay Arslan         |
| 6  | Finlandia (bandiera)   | D     | Thomas Lam            |
| 7  | Australia (bandiera)   | C     | Mathew Leckie         |
| 8  | Paesi Bassi (bandiera) | C     | Richard van der Venne |
| 9  | Australia (bandiera)   | A     | Jamie Maclaren        |
| 10 | Francia (bandiera)     | C     | Florin Bérenguer      |
| 13 | Australia (bandiera)   | C     | Aiden O'Neill         |
| 14 | Kosovo (bandiera)      | C     | Valon Berisha         |
| 15 | Australia (bandiera)   | C     | Andrew Nabbout        |
| 16 | Australia (bandiera)   | C     | Taras Gomulka         |

| N. |                        | Ruolo | Calciatore               |
| -- | ---------------------- | ----- | ------------------------ |
| 18 | Australia (bandiera)   | D     | Jordon Hall              |
| 22 | Australia (bandiera)   | D     | Curtis Good              |
| 23 | Australia (bandiera)   | C     | Marco Tilio              |
| 25 | Inghilterra (bandiera) | D     | Callum Talbot            |
| 33 | Australia (bandiera)   | P     | Matthew Sutton           |
| 35 | Australia (bandiera)   | A     | Raphael Borges Rodrigues |
| 36 | Australia (bandiera)   | D     | Kerrin Stokes            |
| 37 | Australia (bandiera)   | C     | Max Caputo               |
| 38 | Australia (bandiera)   | D     | Jordan Bos               |
| 47 | Australia (bandiera)   | C     | Jordi Valadon            |
|    | Australia (bandiera)   | P     | James Nieuwenhuizen      |
|    | Australia (bandiera)   | C     | Arion Sulemani           |
|    | Australia (bandiera)   | C     | Emin Durakovic           |

### Rosa 2021-2022
Rosa aggiornata al 1 marzo 2022
| N. |                        | Ruolo | Calciatore       |
| -- | ---------------------- | ----- | ---------------- |
| 1  | Australia (bandiera)   | P     | Tom Glover       |
| 2  | Australia (bandiera)   | D     | Scott Galloway   |
| 3  | Australia (bandiera)   | D     | Scott Jamieson   |
| 4  | Portogallo (bandiera)  | D     | Nuno Reis        |
| 5  | Australia (bandiera)   | C     | Rostyn Griffiths |
| 6  | Inghilterra (bandiera) | D     | Carl Jenkinson   |
| 7  | Australia (bandiera)   | C     | Mathew Leckie    |
| 8  | Australia (bandiera)   | C     | Aiden O'Neill    |
| 9  | Australia (bandiera)   | A     | Jamie Maclaren   |
| 10 | Francia (bandiera)     | C     | Florin Bérenguer |
| 14 | Giappone (bandiera)    | A     | Tsubasa Endō     |
| 15 | Australia (bandiera)   | C     | Andrew Nabbout   |
| 16 | Australia (bandiera)   | C     | Taras Gomulka    |

| N. |                               | Ruolo | Calciatore               |
| -- | ----------------------------- | ----- | ------------------------ |
| 17 | Macedonia del Nord (bandiera) | C     | Stefan Colakovski        |
| 18 | Australia (bandiera)          | C     | Connor Metcalfe          |
| 22 | Australia (bandiera)          | D     | Curtis Good              |
| 23 | Australia (bandiera)          | C     | Marco Tilio              |
| 33 | Australia (bandiera)          | P     | Matthew Sutton           |
| 34 | Inghilterra (bandiera)        | D     | Jordon Hall              |
| 35 | Australia (bandiera)          | A     | Raphael Borges Rodrigues |
| 36 | Australia (bandiera)          | D     | Kerrin Stokes            |
| 37 | Australia (bandiera)          | C     | Max Caputo               |
| 38 | Australia (bandiera)          | D     | Jordan Bos               |
| 39 | Australia (bandiera)          | C     | Anthony Lesiotis         |
| 42 | Australia (bandiera)          | P     | Ahmad Taleb              |
| 43 | Australia (bandiera)          | D     | Alec Mills               |

### Rosa 2020-2021
Rosa aggiornata al 18 gennaio 2021
| N. |                        | Ruolo | Calciatore         |
| -- | ---------------------- | ----- | ------------------ |
| 1  | Australia (bandiera)   | P     | Tom Glover         |
| 2  | Australia (bandiera)   | D     | Scott Galloway     |
| 3  | Australia (bandiera)   | D     | Scott Jamieson     |
| 4  | Australia (bandiera)   | D     | Harrison Delbridge |
| 7  | Australia (bandiera)   | C     | Rostyn Griffiths   |
| 8  | Australia (bandiera)   | C     | Aiden O'Neill      |
| 9  | Australia (bandiera)   | A     | Jamie Maclaren     |
| 10 | Francia (bandiera)     | C     | Florin Bérenguer   |
| 11 | Inghilterra (bandiera) | C     | Craig Noone        |
| 13 | Australia (bandiera)   | D     | Nathaniel Atkinson |
| 14 | Giappone (bandiera)    | C     | Naoki Tsubaki      |
| 15 | Australia (bandiera)   | C     | Andrew Nabbout     |
| 16 | Australia (bandiera)   | C     | Taras Gomulka      |

| N. |                      | Ruolo | Calciatore               |
| -- | -------------------- | ----- | ------------------------ |
| 19 | Australia (bandiera) | D     | Benjamin Garuccio        |
| 20 | Uruguay (bandiera)   | C     | Adrián Luna              |
| 22 | Australia (bandiera) | D     | Curtis Good              |
| 23 | Australia (bandiera) | C     | Marco Tilio              |
| 33 | Australia (bandiera) | P     | Matthew Sutton           |
| 34 | Australia (bandiera) | D     | Conor Metcalfe           |
| 35 | Australia (bandiera) | A     | Raphael Borges Rodrigues |
| 36 | Australia (bandiera) | D     | Kerrin Stokes            |
| 42 | Australia (bandiera) | P     | Ahmad Taleb              |
| 43 | Australia (bandiera) | D     | Lucas Portelli           |
| 48 | Australia (bandiera) | D     | Mitchell Graham          |
| 49 | Australia (bandiera) | C     | Stefan Colakovski        |
| 51 | Australia (bandiera) | C     | Idrus Abdulahi           |

### Rosa 2019-2020
Rosa aggiornata al 14 dicembre 2019
| N. |                        | Ruolo | Calciatore         |
| -- | ---------------------- | ----- | ------------------ |
| 1  | Australia (bandiera)   | P     | Tom Glover         |
| 2  | Australia (bandiera)   | D     | Scott Galloway     |
| 3  | Australia (bandiera)   | D     | Scott Jamieson     |
| 4  | Australia (bandiera)   | D     | Harrison Delbridge |
| 6  | Australia (bandiera)   | C     | Joshua Brillante   |
| 7  | Australia (bandiera)   | C     | Rostyn Griffiths   |
| 8  | Uruguay (bandiera)     | C     | Javier Cabrera     |
| 9  | Australia (bandiera)   | A     | Jamie Maclaren     |
| 10 | Francia (bandiera)     | C     | Florin Bérenguer   |
| 11 | Inghilterra (bandiera) | C     | Craig Noone        |
| 13 | Australia (bandiera)   | C     | Nathaniel Atkinson |
| 14 | Spagna (bandiera)      | C     | Markel Susaeta     |
| 17 | Australia (bandiera)   | C     | Denis Genreau      |
| 19 | Australia (bandiera)   | C     | Lachlan Wales      |
| 20 | Uruguay (bandiera)     | C     | Adrián Luna        |

| N. |                      | Ruolo | Calciatore               |
| -- | -------------------- | ----- | ------------------------ |
| 21 | Australia (bandiera) | C     | Ramy Najjarine           |
| 22 | Australia (bandiera) | D     | Curtis Good              |
| 23 | Australia (bandiera) | P     | Dean Bouzanis            |
| 30 | Australia (bandiera) | C     | Moudi Najjar             |
| 34 | Australia (bandiera) | D     | Conor Metcalfe           |
| 35 | Australia (bandiera) | A     | Raphael Borges Rodrigues |
| 36 | Australia (bandiera) | D     | Kerrin Stokes            |
| 37 | Australia (bandiera) | A     | Gianluca Iannucci        |
| 40 | Austria (bandiera)   | D     | Richard Windbichler      |
| 43 | Australia (bandiera) | D     | Lucas Portelli           |
| 46 | Australia (bandiera) | P     | Joe Gauci                |
| 48 | Australia (bandiera) | D     | Mitchell Graham          |
| 49 | Australia (bandiera) | C     | Stefan Colakovski        |
| 51 | Australia (bandiera) | C     | Idrus Abdulahi           |
| 58 | Australia (bandiera) | C     | Yaya Dukuly              |

### Rosa 2018-2019
Rosa aggiornata al 30 agosto 2018
| N. |                        | Ruolo | Calciatore         |
| -- | ---------------------- | ----- | ------------------ |
| 1  | Australia (bandiera)   | P     | Mark Birighitti    |
| 2  | Belgio (bandiera)      | D     | Ritchie De Laet    |
| 3  | Singapore (bandiera)   | C     | Safuwan Baharudin  |
| 4  | Australia (bandiera)   | D     | Harrison Delbridge |
| 5  | Paesi Bassi (bandiera) | D     | Bart Schenkeveld   |
| 6  | Australia (bandiera)   | D     | Osama Malik        |
| 7  | Australia (bandiera)   | C     | Rostyn Griffiths   |
| 8  | Australia (bandiera)   | C     | Riley McGree       |
| 10 | Croazia (bandiera)     | C     | Dario Vidošić      |
| 13 | Australia (bandiera)   | C     | Nathaniel Atkinson |
| 15 | Australia (bandiera)   | C     | Kearyn Baccus      |
| 18 | Australia (bandiera)   | P     | Eugene Galeković   |

| N. |                      | Ruolo | Calciatore                   |
| -- | -------------------- | ----- | ---------------------------- |
| 19 | Australia (bandiera) | C     | Lachlan Wales                |
| 22 | Australia (bandiera) | D     | Curtis Good                  |
| 25 | Italia (bandiera)    | C     | Iacopo La Rocca              |
| 26 | Australia (bandiera) | C     | Luke Brattan                 |
| 27 | Francia (bandiera)   | C     | Florin Bérenguer             |
| 34 | Australia (bandiera) | D     | Conor Metcalfe               |
| 35 | Australia (bandiera) | C     | Rami Najjarine               |
| 36 | Australia (bandiera) | D     | Dylan Pierias                |
| 37 | Malaysia (bandiera)  | A     | Atiq Azman                   |
| 42 | Australia (bandiera) | P     | James Delianov               |
| 48 | Australia (bandiera) | D     | Mitchell Graham              |
| 73 | Brasile (bandiera)   | A     | Bruno Ferri Gustavo Faggiolo |

## Rose delle stagioni precedenti
- 2010-2011

## Palmarès

### Competizioni nazionali
- FFA Cup: 1

2016
- Premier's Plate: 3

2020-2021, 2021-2022, 2022-2023
- Campionato australiano: 2

2020-2021, 2024-2025

### Altri piazzamenti
- Campionato australiano:

Secondo posto: 2019-2020, 2022-2023
- FFA Cup:

Finalista: 2019
Semifinalista: 2023